# Alois Bach (General)
Alois Bach (* 1951 in Birresborn) ist ein deutscher Brigadegeneral a. D.

## Leben
Bach wuchs in seinem Geburtsort Birresborn auf und legte 1969 sein Abitur am katholischen St. Johannes-Gymnasium Lahnstein ab. 1970 trat er in die Bundeswehr in das Ausbildungsregiment 10/10 in Ingolstadt ein und durchlief eine Ausbildung zum Panzeroffizier. Von 1974 bis 1982 war er als Zugführer, S 2 und Kompaniechef in den Panzerbataillonen 304, 220 und 284 in Dornstadt eingesetzt.
Von 1982 bis 1984 nahm er am Generalstabslehrgang (H) an der Führungsakademie der Bundeswehr (FüAkBw) in Hamburg teil, wo er zum Offizier im Generalstabsdienst ausgebildet wurde. Danach war er Referent für sicherheitspolitische Fragestellungen beim Bundesnachrichtendienst (BND) bei München. 1988 wurde er G 3 der Panzerbrigade 22 in Murnau. 1991/92 war er Kommandeur des Panzerbataillons 244 in Landshut. 1993 nahm er an einem Kurs für Sicherheitspolitik an der Universität Genf teil. 1993/94 war er Sprecher Heeresangelegenheiten im Bundesministerium der Verteidigung. Von 1995 bis 1998 war er Referatsleiter im Presse- und Informationsstab des Bundesministeriums der Verteidigung (PrInfoStab) in Bonn und stellvertretender Pressesprecher des Bundesverteidigungsministers Volker Rühe (CDU). 
Von 1998 bis 2002 war der Brigadegeneral (ab 2000) Kommandeur der Panzergrenadierbrigade 38 „Sachsen-Anhalt“ in Weißenfels und in dieser Zeit von 2001 bis 2002 im Rahmen des KFOR-Einsatzes Kommandeur der Multinationalen Brigade „Süd“ (MNB/S) im Feldlager Prizren, Kosovo und dortiger deutscher Befehlshaber. Von 2002 bis 2006 war er Beauftragter für Erziehung und Ausbildung beim/des (ab 2005) Generalinspekteur(s) der Bundeswehr. Zuletzt war er von 2006 bis 2013 Kommandeur des Zentrums Innere Führung (ZInFü) in Koblenz. 2013 wurde er in den Ruhestand versetzt. Seitdem ist er Vorsitzender des „Freundeskreises des Zentrums Innere Führung“.
Bach ist katholisch, verheiratet und Vater von zwei Kindern.

## Schriften (Auswahl)
Herausgeberschaft
- mit Walter Sauer (Hrsg.): Schützen, Retten, Kämpfen – Dienen für Deutschland. Miles-Verlag, Berlin 2016, ISBN 978-3-945861-36-3.

Beiträge in Sammelbänden
- Innere Führung – das europäische Potential einer nationalen Führungsphilosophie. In: Eberhard Birk im Auftrag der Gneisenau-Gesellschaft der OSLw e. V. (Hrsg.): Gneisenau Blätter, Militärisches Selbstverständnis 7 (2008), S. 42 ff.
- Innere Führung und Einsatz. Geleitwort des Kommandeurs Zentrum Innere Führung. In: Hans-Christian Beck, Christian Singer (Hrsg.): Entscheiden, führen, verantworten. Soldatsein im 21. Jahrhundert. Hartmann, Miles-Verlag, Berlin 2011, ISBN 978-3-937885-42-1, S. 11 ff.